# Konstans (cesarz rzymski)
Konstans I, Flavius Iulius Constans (ur. ok. 323, zm. 18 stycznia 350) – jeden z trzech synów Konstantyna I Wielkiego i Fausty.

## Życiorys

### Młodość i początki rządów
Konstans urodził się najprawdopodobniej w 323 r. W wieku 6 lat stracił matkę, skazaną (z niezupełnie jasnych powodów) na śmierć przez Konstantyna w 326 r. Kultury łacińskiej uczył go w Konstantynopolu sławny profesor Arborius. 25 grudnia 333 r. otrzymał od ojca tytuł cezara. Aureliusz Wiktor, opisując cesarską proklamację Konstansa, zwrócił uwagę na towarzyszące temu wydarzeniu dziwne zjawisko atmosferyczne – rodzaj komety, która ukazała się na niebie w nocy po wyniesieniu młodego cezara. Pojawienie się komety miało źle wróżyć przyszłym rządom najmłodszego z synów Konstantyna.
W 335 r. ojciec wyznaczył Konstansa na władcę Italii, Afryki i Panonii. Od tego czasu przebywał w Mediolanie. Nie był obecny przy śmierci ojca 22 maja 337 r. Nie przybył także na jego pogrzeb, który odbył się w Konstantynopolu w czerwcu 337 r. Wkrótce po śmierci Konstantyna doszło do masakry potomków Konstancjusza Chlorusa zrodzonych z jego drugiej żony Teodory. Zginęli m.in. Dalmacjusz, przeznaczony na władcę diecezji trackiej i macedońskiej oraz Hannibalianus przeznaczony do panowania na wschodzie. Te wypadki spowodowały konieczność nowego podziału Imperium Romanum.

### Działalność wojskowa cesarza Konstansa

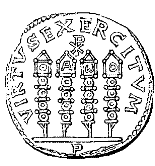
Znaki wojskowe i chrześcijańskie symbole na monecie zwycięskiego cesarza

Trzej synowie Konstantyna spotkali się latem 337 r. na terenie prowincji naddunajskich. 9 września 337 roku n.e. Konstans przyjął wraz z braćmi tytuł augustus i objął rządy nad Italią, północną Afryką i częścią ziem bałkańskich. Mimo młodego wieku wykazał się znacznym talentem dowódczym – już w 338 r. przekroczył Dunaj i pokonał Sarmatów. Do roku 340 rządził wspólnie z bratem Konstantynem II, później stoczył z nim zwycięską wojnę. Konstantyn II bowiem uważał, że jako najstarszy z rodziny ma prawo do opieki nad młodym Konstansem. Swoją zwierzchność podkreślał poprzez wydawanie praw dla ziem podległych władzy brata (Afryka).
W 340 r. Konstantyn II przekroczył Alpy i wtargnął do Italii. Cesarz głosił, że idzie z pomocą walczącemu z Persami Konstancjuszowi II, w rzeczywistości pragnął rozciągnąć swą władzę na część terytoriów Konstansa. W momencie rozpoczęcia inwazji młody cesarz przebywał w Naissos. Do decydującej bitwy doszło w okolicach Akwilei. Wojskom Konstansa udało się wciągnąć najeźdźców w zasadzkę. Konstantyn II poległ utonąwszy w błotnistych wodach rzeczki Alsy. W kwietniu do Akwilei przybył zwycięski Konstans. W dokumencie wydanym podczas pobytu w mieście, zmarły Konstantyn II nazwany został wrogiem ludu i naszym. Do zwycięzcy przybyła delegacja z Rzymu, której przewodził prefekt miasta Fabius Titianus.
Zwyciężywszy w walce wewnętrznej, cesarz zajął się zabezpieczeniem granicy na Renie. Z powodzeniem odpierał najazdy Franków, których pokonał w latach 341 i 342. Rok późnej, jako ostatni cesarz rzymski, odwiedził Brytanię. Wyprawa na wyspę odbyła się w pierwszej połowie 343 r. (już w lipcu cesarz był znów na kontynencie, w Trewirze) i miała charakter podróży inspekcyjnej - władcy towarzyszyło w wyprawie tylko 100 ludzi. Działania wojskowe Konstansa zapewniły na 10 lat stabilizację granicy na Renie. Ammianus Marcellinus zaświadcza, że germańscy Alamanowie czuli respekt tylko przed dwoma rzymskimi cesarzami – Konstansem i Julianem Apostatą.

### Konstans wobec herezji ariańskiej
W latach czterdziestych IV wieku Konstans aktywnie uczestniczył w sporze pomiędzy zwolennikami i przeciwnikami nicejskiego wyznania wiary. W przeciwieństwie do swego drugiego brata, Konstancjusza II, całe życie pozostawał gorliwym wyznawcą credo nicejskiego. W 342 r. przyjął w Trewirze delegację biskupów wschodnich, którzy bezskutecznie usiłowali przekonać cesarza do przyjęcia kompromisowego ich zdaniem credo uchwalonego podczas synodu w Antiochii w 341 r. Także w 342 r. Konstans po raz pierwszy miał okazję zetknąć się z czołowym zwolennikiem nicejskiego wyznania wiary – biskupem Atanazym z Aleksandrii, który od 339 r. przebywał na wygnaniu.
Chcąc doprowadzić do zażegnania sporów, za aprobatą Konstancjusza II zwołał w 343 r. synod do Serdiki. Przed rozpoczęciem synodu Konstans wezwał na swój dwór biskupa Atanazego. Biskup spotkał się z cesarzem, a następnie w towarzystwie sędziwego Hozjusza z Kordoby wyruszył na miejsce planowanego synodu. W planach cesarza zgromadzenie to miało mieć charakter ekumeniczny. Faktycznie nie doszło jednak do wspólnych obrad hierarchów z obu części Imperium. Biskupi zachodni obradowali w Serdice, a wschodni w trackim Filipopolu – mieście leżącym już na terenie dzielnicy Konstancjusza II. Synod nie tylko nie przyczynił się do przywrócenia jedności, ale przeciwnie – pogłębił istniejący rozłam, gdyż obie strony sporu obłożyły się wzajemnie ekskomuniką. Biskupi zachodni przywrócili Atanazego i innych wygnanych wschodnich hierarchów do uprzednio zajmowanych przez nich godności. Jednak wobec braku zgody Konstancjusza II, decyzje te nie mogły zostać wyegzekwowane.
W 344 r. do przebywającego w Antiochii Konstancjusza II udała delegacja dwóch zachodnich biskupów – Wincentego z Kapui i Eufratesa z Kolonii oraz wysokiego urzędnika administracji Konstansa – Saliana. Posłowie domagali się by cesarz zezwolił na powrót wygnanych biskupów – zwłaszcza Atanazego, za którym w osobnym liście wstawiał się sam Konstans. Wysłannikom cesarza zachodu udało się odnieść częściowy sukces. O powodzeniu misji zadecydował przypadek – biskup Antiochii Stefan, chcąc skompromitować delegację z zachodu, nakazał, by nocą do sypialni biskupa Eufratesa wprowadzono nierządnicę. Dzięki szybkiej interwencji Saliana intryga wyszła na jaw, a Konstancjusz II chcąc ratować twarz, zgodził się spełnić część postulatów. Doszło do złagodzenia represji wobec zwolenników wygnanego biskupa Aleksandrii, oraz powrotu z wygnania części kapłanów i diakonów zesłanych wcześniej do Armenii. Konstans nie osiągnął jednak swego głównego celu jakim była restytucja Atanazego. W tej sprawie napisał więc ponownie do brata.
Widocznym znakiem napięcia panującego między cesarskimi braćmi był fakt, że wspólny konsulat obu braci na 346 r. nie został uznany na zachodzie cesarstwa. 25 czerwca 345 r. zmarł zajmujący w Aleksandrii miejsce Atanazego biskup Grzegorz. W tej sytuacji Konstancjusz II wyraził zgodę na powrót Atanazego. Biskup przed powrotem spotkał się z Konstansem oraz z papieżem Juliuszem. Do stolicy swej diecezji powrócił 21 października 346 r. Jeszcze w 345 r. Konstans przyjął w Mediolanie kolejną delegację wschodnich biskupów, przybyłą z nową wersją wyznania wiary, która i tym razem nie doczekała się uznania na zachodzie. Synod mediolański rozpatrywał też sprawę biskupa Sirmium Fotyna, który był zwolennikiem skrajnie pojmowanego monarchianizmu. Fotyn został potępiony w 347 r. podczas kolejnego synodu zebranego prawdopodobnie w Rzymie.

### Wobec schizmy donatystów[potrzebnyprzypis]
Konstans działał też energicznie przeciwko donatystom – w 347 r. wysłał urzędników Makariusza i Pawła dla przywrócenia religijnej jedności w Afryce. Wysłanników obdarzył znacznymi sumami pieniędzy do rozdziału wśród afrykańskich chrześcjan, w tym donatystów. Donatus uznał  to działanie za próbę przekupstwa swoich zwolenników, co wyraził w znanych słowach "Cóż ma cesarz do Kościoła?" Przedstawiciele Konstansa napotkali na zbrojny opór ze strony gromad "circumcellionów" zgromadzonych wokół Donatusa, biskupa Bagai. Doszło do starcia z żołnierzami rzymskimi, wskutek czego poniosło śmierć wielu zwolenników Donatusa. Synod zebrany w Kartaginie pod przewodnictwem Gratusa – katolickiego biskupa tego miasta, wyraził cesarzowi wdzięczność za przezwyciężenie schizmy.

### Wobec tradycyjnej religii rzymskiej
Już w 341 r. Konstans wraz z Konstancjuszem wydali edykt, w którym przypominali prawo z czasów Konstantyna, zakazujące wszelkich ofiar pogańskich i nakazujące zamknięcie świątyń. Nie można jednak Konstansa uważać za fanatycznego wroga dawnej religii. Wkrótce po akcie z 341 r., wydał on nowy edykt, w którym nakazywał nie niepokoić miejsc kultu poza murami miast; swą decyzję uzasadnił stwierdzeniem, że miejsca te dostarczają rzymianom tradycyjnych rozrywek.
W swoich rządach cesarz opierał się na pogańskiej arystokracji. Najlepszym przykładem jest postać wspomnianego już Fabiusa Titianusa, poganina, konsula 337 roku, który swą karierę urzędniczą rozpoczął jeszcze za Konstantyna I. W latach 339-341 r. był prefektem miasta Rzym, a okresie 342-349 r. prefektem pretorium Galii. Mimo że Konstans wyniósł go na najwyższe stanowiska w cesarstwie, w 350 r. wziął udział w spisku przeciwko władcy i poparł Magnencjusza.
O pozytywnym stosunku cesarza do kultury klasycznej świadczy fakt, że na swój galijski dwór sprowadził słynnego filozofa, przedstawiciela tzw. trzeciej sofistyki – Proaresiusa. Zyskał on uznanie na Zachodzie – cesarz nadał mu honorowy tytuł prefekta, a Rzymianie uczcili pomnikiem z napisem "królujący Rzym – królującemu w mowach". Sama stolica imperium w 348 r. osiągnęła 1100 rok istnienia licząc od legendarnej daty 753 p.n.e. W przeciwieństwie do wydarzeń sprzed stulecia – słynnego rzymskiego milenium, źródła milczą o obchodach jubileuszu. Wydarzenie zostało jedynie upamiętnione okolicznościową emisją monet.

### Stosunki rodzinne
Jeszcze za życia ojca Konstans zaręczony został z Olimpiadą, córką wpływowego prefekta pretorium wschodu Ablabiusza. Małżeństwo to nigdy nie doszło do skutku, prawdopodobnie z powodu orientacji homoseksualnej Konstansa. Pisarze antyczni wspominają, że cesarz uczuciem darzył zwłaszcza młodych germańskich niewolników. Być może chcąc oddalić od siebie podejrzenia wydał (wraz z bratem Konstancjuszem II) w 342 r. ustawę zakazującą pederastii (dokładniej: małżeństw zawieranych przez pasywnych mężczyzn z innymi mężczyznami; taka definicja wykluczała winę samego Konstansa). Olimpiada w 357 r. została żoną armeńskiego króla Arsacesa II. Zmarła otruta po 360 r.

### Upadek Konstansa
Żelazna dyscyplina, jaką cesarz wymuszał na podległej mu armii, doprowadziła go do upadku. Bunt Magnencjusza zastał go na polowaniu. Został zamordowany przez spiskowców Magnencjusza 18 stycznia 350 roku w podpirenejskiej miejscowości Helena.

## Próba oceny
Szczupłość źródeł nie pozwala na dogłębną charakterystykę Konstansa.
Autorzy antyczni podkreślają jego zalety jako wybitnego wodza i konsekwentnego obrońcę credo nicejskiego. Anonimowy autor Epitome de Caesaribus pisze, że za jego rządów prowincje zachodnie wolne były od najazdów barbarzyńców, a ludność cieszyła obfitymi zbiorami.
Do negatywnych zjawisk panowania Konstansa należała korupcja szerząca się w administracji cesarskiej. Problemem był też fakt, że pomimo sukcesów wojskowych, cesarz nie potrafił zapewnić sobie oddania armii. Brutalnie utrzymywana dyscyplina doprowadziła go do upadku i śmierci. Tempo w jakim Magnencjusz ugruntował swoją władzę, świadczy o tym, że rządy Konstansa pozbawione były szerszego poparcia społecznego.
Bez wątpienia na ograniczenie działalności cesarza w ostatnich latach rządów wpływ miała postępująca choroba (reumatyzm?). Mimo młodego wieku władca stopniowo zaczął tracić sprawność w rękach i nogach. Obok cierpień fizycznych, utrapień przysparzał mu homoseksualizm potępiany przez współczesnych.

## Kalendarium
- 323 Prawdopodobna data urodzin
- 326 Śmierć syna Kryspusa i żony Fausty
- 333 Konstans ogłoszony cezarem
- 335 Podział władzy w Imperium między rodzinę Konstantyna Wielkiego- Konstans otrzymuje w udziale rządy nad Italią Afryką i Panonią
- 337 Śmierć Konstantyna, masakra potomków Konstancjusza I i jego drugiej żony Teodory, spotkanie synów Konstantyna w Panonii
- 9 VIII 337 Synowie Konstantyna ogłoszeni Augustami
- 339 Pierwszy konsulat Konstansa
- 340 Wojna domowa i śmierć Konstantyna II. Konstans zostaje panem prowincji zachodnich
- 341 Walki z Frankami
- 342 Zawarcie pokoju z Frankami i dziesięciolecie rządów Konstansa
- 343 Synod w Serdice
- 344 Wizyta delegatów synodu w Antiochii
- 345 Synod w Mediolanie - potępienie Fotyna
- 346 Powrót Atanazego do Aleksandrii
- 347 Synod w Rzymie i zamieszki w Afryce w związku ze sprawą donatystów
- 348 1100 rocznica założenia Rzymu
- 350 Bunt Magnencjusza i śmierć Konstansa